# Чилийский степной тинаму
Чилийский тинаму, или чилийский степной тинаму (лат. Nothoprocta perdicaria) — вид птиц семейства тинаму (Tinamidae).
Вид населяет центральную часть Чили и западную часть центральной Аргентины. Завезён на остров Пасхи.
Птица достигает в длину 29 см. Клюв тонкий и изогнутый. Ноги короткие, толстые, жёлтые. Имеет тёмную, полосатую окраску со сложным узором. Окраска груди в зависимости от подвида серая или коричневая. Имеет длинные крылья и по сравнению с другими тинаму, хорошо летает.
Вид встречается в высокогорных лугах на высоте от 400 до 2000 метров над уровнем моря. Может населять сухие леса с присутствием Vachellia caven, Porlieria chilensis и юбеи. Питается в основном фруктами и ягодами. В небольших количествах поедает беспозвоночных, цветы, семена. Яйца насиживает самец. В одной кладке могут быть яйца от 4-х самок. Кладка насчитывает 10—12 яиц. Гнёзда размещены на земле. Инкубация длится 21 день.

## Классификация
Международный союз орнитологов выделяет два подвида:
- Nothoprocta pedicaria pedicaria распространён на севере центральной части Чили;
- Nothoprocta pedicaria sanborni распространён на юге центральной части Чили и Аргентине.